# Garra gotyla
Garra gotyla és una espècie de peix de la família dels ciprínids i de l'ordre dels cipriniformes que es troba a Àsia. Hi ha dues subespècies que certs autoritats, com ara la Unió Internacional per a la Conservació de la Natura (UICN) consideren espècies diferents:
- Garra gotyla gotyla (Gray, 1830), freqüent a l'Àsia Oriental, ateny fins a 145 cm[2]
- Garra gotyla stenorhynchus Jerdon, 1849 als Ghats Occidentals de l'Índia ateny fins a 155 cm.[3]